# Justus Flohr
Justus Flohr (* 4. Juni 1855 in Hamburg; † 13. Juni 1933 in Bad Pyrmont) war ein deutscher Ingenieur.

## Leben
Nach Abschluss seiner Prüfung in Mittweida begann Justus Flohr seine berufliche Laufbahn 1878 als praktischer Maschinenbauer bei der Stettiner Vulcan-Werft, wo er später Konstrukteur wurde. Nach einem dreijährigen beruflichen Schottland-Aufenthalt kehrte er zur Vulcan-Werft zurück, wo er beruflich bis zum Prokuristen aufstieg. Nach einer einjährigen Tätigkeit bei der Schiffswerft Odero in Sestri Ponente wurde Flohr leitender Maschinenbaudirektor der Vulcan-Werft. 1909 wurde er Vorsitzender des Direktoriums. Unter Flohrs Leitung wurde das Schiff Kaiser Wilhelm der Große gebaut, das zeitweise Trägerin des Blauen Bandes war.
Flohr war seit 1884 Mitglied des Vereins Deutscher Ingenieure (VDI). Er vertrat den VDI beim Deutschen Ausschuß für Technisches Schulwesen (DATSCH). Zudem war er Gründungsmitglied der Schiffbautechnischen Gesellschaft.
Flohr war ab 1889 mit Käthe, geborene Jüngermann, verheiratet, mit der er vier Kinder hatte.

## Ehrungen
- Geheimer Baurat
- 1901: Grashof-Denkmünze des VDI
- um 1912: Ehrenmitgliedschaft des Pommerschen Bezirksvereins des VDI[3]
- 1914: Dr.-Ing. E. h.